# What Goes On
A What Goes On az angol rockegyüttes, a The Beatles dala, amely az 1965-ös Rubber Soul album nyolcadik számaként szerepelt. A dal később megjelent a Nowhere Man című amerikai kislemez B-oldalaként, majd a csak az amerikai piacon megjelent Yesterday and Today című lemez tizedik számaként hallható. Ez az egyetlen olyan dala az együttestől, amely Lennon–McCartney–Starkey szerzeményként van feltüntetve, és az album egyetlen olyan dala, amelyben Ringo Starr énekel. A dal 1966-ban a 81. helyet érte el az amerikai Billboard Hot 100 listáján.

## A dal szerkezete
John Lennon írta a dalt valószínűleg 1959 elején, a Menlove Avenue 251. házszám alatti lakásában. A dal korai verziójára erősen Buddy Holly stílusa volt hatással, és lényegesen eltért a végső, Rubber Soul albumon hallott változattól (csak a refrén volt mindkét verzióban közös).
A The Beatles 1963 márciusában majdnem felvette a dalt, de végül erre csak 1965 novemberében a Rubber Soul üléseken került sor. Lennon szerint "egy középső nyolctaktusos rész beékelésével újjáéledt a dal, amelybe valószínűleg Paul [McCartney] besegített". Barry Miles azt is állította, hogy McCartney és Starr együtt dolgoztak a középsőrészen. A dalban nincs formális középső rész, bár egy refrén és egy versszak meghosszabbodott. Ian MacDonald zenetudós és író úgy véli, hogy ezeket a hosszabb részeket McCartney írta. Starr közreműködött a dalszöveg megalkotásában, ami az első zeneírói közreműködése volt egy Beatles-dalon. Amikor Starr-ra ezzel kapcsolatban rákérdezték, tréfásan így válaszolt: „Körülbelül öt szót írtam a What Goes On-hoz, és aztán nem csináltam semmit". MacDonald és Walter Everett zenetudós azt írják, hogy Starr a "Waiting for the tides of time" sorban működött közre. MacDonald ezeket a sorokat a „dylanes fordulat" jelzővel illette. A kislemez első kiadása során véletlenül kimaradt a "Starkey" a dalszerzői megjelölés a címnél.

## Rögzítése

### 1963, a From Me to You üléseken
1963. március 5-én, a From Me to You és a Thank You Girl felvételei során a Beatles rögzíteni akarta a What Goes On és a One After 909 dalokat (akkor még The One After 909 címmel). Mivel már csak egy szám felvételére maradt elegendő idő, az együttes a The One After 909 mellett döntött. Lennon és Paul McCartney 1963-ban felvették ennek a dalnak a demó változatát, de a dalt csak 1965-ben használták fel Ringo Starr vokális darabjaként a Rubber Soul-hoz.

### 1965, a Rubber Soul üléseken
Neil Aspinall felidézte, hogy McCartney 1965-ben többsávos házi demót készített a dalról: "Amikor Paul meg akarta mutatni Ringónak, hogyan szól a What Goes On, készített egy többsávos kazettát. Erre Paul énekelt, szólógitáron, basszusgitáron és dobon játszik. Aztán Ringo meghallgatta az elkészült kazettát, és a felvétel előtt hozzátette a saját ötleteit."
A Rubber Soul verziót egy felvételben, áthangosításokkal vették fel, 1965. november 4-én, egy késő esti ülésen. George Martin producerként Norman Smith, Ken Scott és Graham Platt hangmérnökök támogatásával készült. Everett azt írja, hogy Lennon gitárszólama Steve Cropper stílusában szól, és az ő "Memphis csaj" ritmusszólama volt. Hozzáteszi, hogy George Harrison magában foglalja a "rockabilly húrok keresztezéseit, dupla megállókat és portamento szomszédokat" hangzásokat. Starr valószínűleg egy alap vokált vett fel az alapsávon, amit az utolsó vokális áthangosítással tört meg. Az eredeti ének a dobmikrofonon keresztül hallható, Starr szólója és a függvények közben. Valamint a felvezető szünet előtti versszakban, miután Starr azt énekli, hogy "tell me why", Lennon azt mondja: "We already told you why!" (Már elmondtuk, hogy miért!), utalva az együttes Tell Me Why dalára az A Hard Day's Night albumról.
Martin, Smith és Jerry Boys segítségével, 1965. november 9-én keverte ki a dalt monó és sztereó hangzását. Harrison Gretsch Tennessean gitárja elnémul a mono mix utolsó két ütemében. Everett szerint ez valószínűleg azért történt, mert a mérnök el akarta némítani az éneksávot, de elfelejtette, hogy Harrison gitárja is azon volt.

## Közreműködött
Ian MacDonald szerint:
- Ringo Starr – ének, dob
- John Lennon – vokál, ritmusgitár
- Paul McCartney – vokál, basszusgitár
- George Harrison – szólógitár

## Helyezések

### Heti helyezés
| Ország (1966)              | Legjobb helyezés |
| -------------------------- | ---------------- |
| Amerikai Billboard Hot 100 | 81               |

## Fordítás
Ez a szócikk részben vagy egészben  a   What Goes On (Beatles song) című angol Wikipédia-szócikk fordításán alapul.  Az eredeti cikk szerkesztőit annak laptörténete sorolja fel. Ez a jelzés csupán a megfogalmazás eredetét és a szerzői jogokat jelzi, nem szolgál a cikkben szereplő információk forrásmegjelöléseként.

## Forrás
- Bánosi György – Tihanyi Ernő: Beatles zenei kalauz. Az együttzenélés és a szólóévek. 1958–1999. Budapest: Anno Kiadó, 1999. ISBN 963-853-895-3
- Ian MacDonald: A fejek forradalma. A Beatles és a hatvanas évek. (ford. Révbíró Tibor) Budapest: Helikon Kiadó, 2015. ISBN 978-963-227-468-3

## Külső hivatkozások
Allan W. Pollack megjegyzései a What Goes On dalhoz